# St. Mariä Himmelfahrt (Eyll)

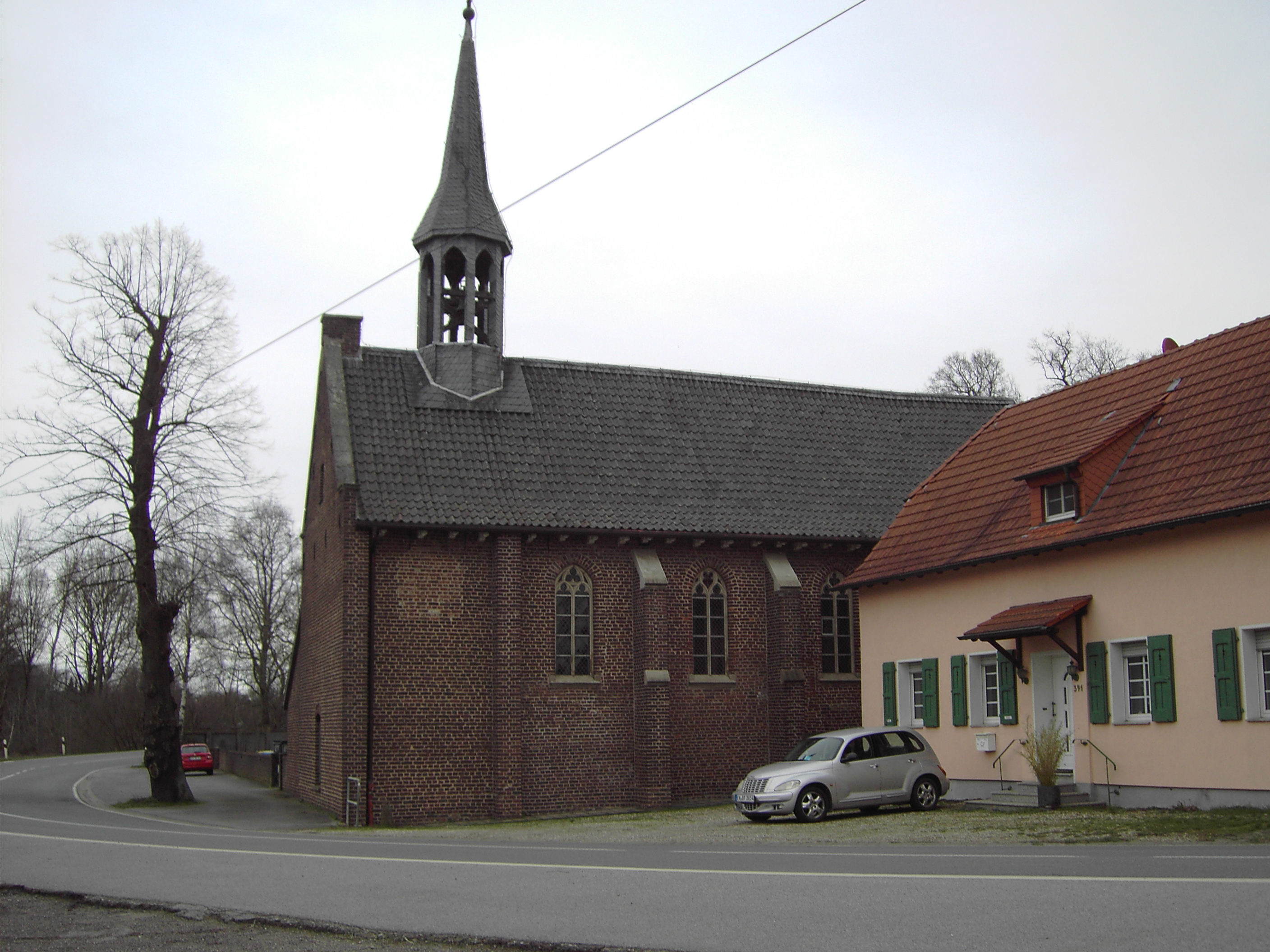
Mariä-Himmelfahrt-Kirche Eyll

Die Kirche St. Mariä Himmelfahrt liegt im Kamp-Lintforter Ortsteil Eyll, am Fuße des Eyller Berges. Sie ist ein spätgotisches einschiffiges Langhaus mit Kreuzrippengewölbe mit polygonalem Chor. Sie ist der Mutter Gottes geweiht und als Baudenkmal in der Denkmalliste der Stadt Kamp-Lintfort eingetragen (Nr. 10). Neben ihr steht das Haus einer ehemaligen Gaststätte mit der angrenzenden früheren Scheune. Direkt daneben liegt der Friedhof mit den Gräbern der Familienangehörigen der ehemaligen Herren zu Eyll und der jetzigen Besitzer von Eerde.

## Geschichte
Die 1430–1432 als einfaches Bethaus erbaute Kapelle, die zum Haus Eyll gehörte, war einst die Schlosskapelle der Herren von Eyll, die zudem im Jahre 1490 einen Pfarrrektor einstellten. 1835 wurde sie zur Pfarrkirche für die katholische Bevölkerung von Rayen, Eyll und Teilen von Vluynbusch und Wickrath erhoben.

## Ausstattung
Bei der Restaurierung in den 1980er Jahren wurden alte Deckengemälde entdeckt und als Werke des berühmten niederländischen Kirchenmalers Friedrich Stummel erkannt. Nach Vorlagen des Malers wurden auch die Buntglasfenster gestaltet, die zusammen mit der Rosette eines unbekannten Altmeisters den Chorraum zieren.
Die Kapelle beherbergt im Vorraum einen aus Sandstein gefertigten Grabstein des Ritters von Pallandt († 2. März 1605). Er wurde vor rund 20 Jahren restauriert. Eine holzgeschnitzte Statue des St. Martin befindet sich an der rechten Wand im Inneren der Kirche. 